# Blind date
 (février 2020).
Si vous disposez d'ouvrages ou d'articles de référence ou si vous connaissez des sites web de qualité traitant du thème abordé ici, merci de compléter l'article en donnant les références utiles à sa vérifiabilité et en les liant à la section « Notes et références ».
Pour les articles homonymes, voir Blind Date et Blind Date (groupe).

Une blind date, un rendez-vous surprise, ou une rencontre à l'aveugle est un rendez-vous entre deux personnes qui ne sont jamais rencontrées antérieurement, et qui est généralement organisé par accord mutuel.
Les deux personnes peuvent être mises en rapport par un ou plusieurs amis communs pour répondre et éventuellement développer une implication amoureuse. Au moment de leur rencontre, ces personnes ne savent pas si elles auront ou développeront un quelconque degré d'affection. La pratique du « blind date » peut être négociée non seulement par des amis, mais aussi par des professionnels qui tentent d'identifier des similitudes dans le comportement et les centres d'intérêt de ces deux personnes.